# 瞿士達
瞿士達（？年—？年），字元亮，號芝逵。南直隸常州府武進縣（今屬江蘇省常州市武進區）人。明朝政治人物。

## 生平
萬曆四十三年（1615年）乙卯鄉試舉人。
萬曆四十四年（1616年）丙辰科第二甲第十八名進士出身。授刑部主事。
天啟四年（1624年）出授河南開封府知府。致力袪除民間疾苦，考試府屬士子，有藝文則付印。
六年（1626年）晉補河南按察使司副使充管河道，治河有功。以不依附閹黨、東林黨而罷歸。
崇禎元年（1628年）補廣東按察使司副使充兵備道，奉敕征勦流寇。
四年（1631年）七月，遭糾劾。降級，改南韶道。
五年（1632年）二月，遭參劾。
後遷福建布政使司參政充巡海道，會同提督防備倭寇，謹慎巡邏、緝捕逃亡匿跡之人、造戰船、操練士兵操習水戰。擢浙江按察使司副使充糧儲道。遷福建布政使，告病歸。
瞿士達性格嚴正剛介，平日居家孝友，手不釋卷。

## 著作
- 《治河考》
- 《禦寇捷書》

## 家庭
曾祖瞿玉，省祭。父瞿應曉，冠带。
- 姻婭：劉憲章。

- 子：瞿廷諧，順治六年進士。
- 女，適劉元趨，崇禎十年進士劉憲章六子。